# Cross-country (cyklistika)

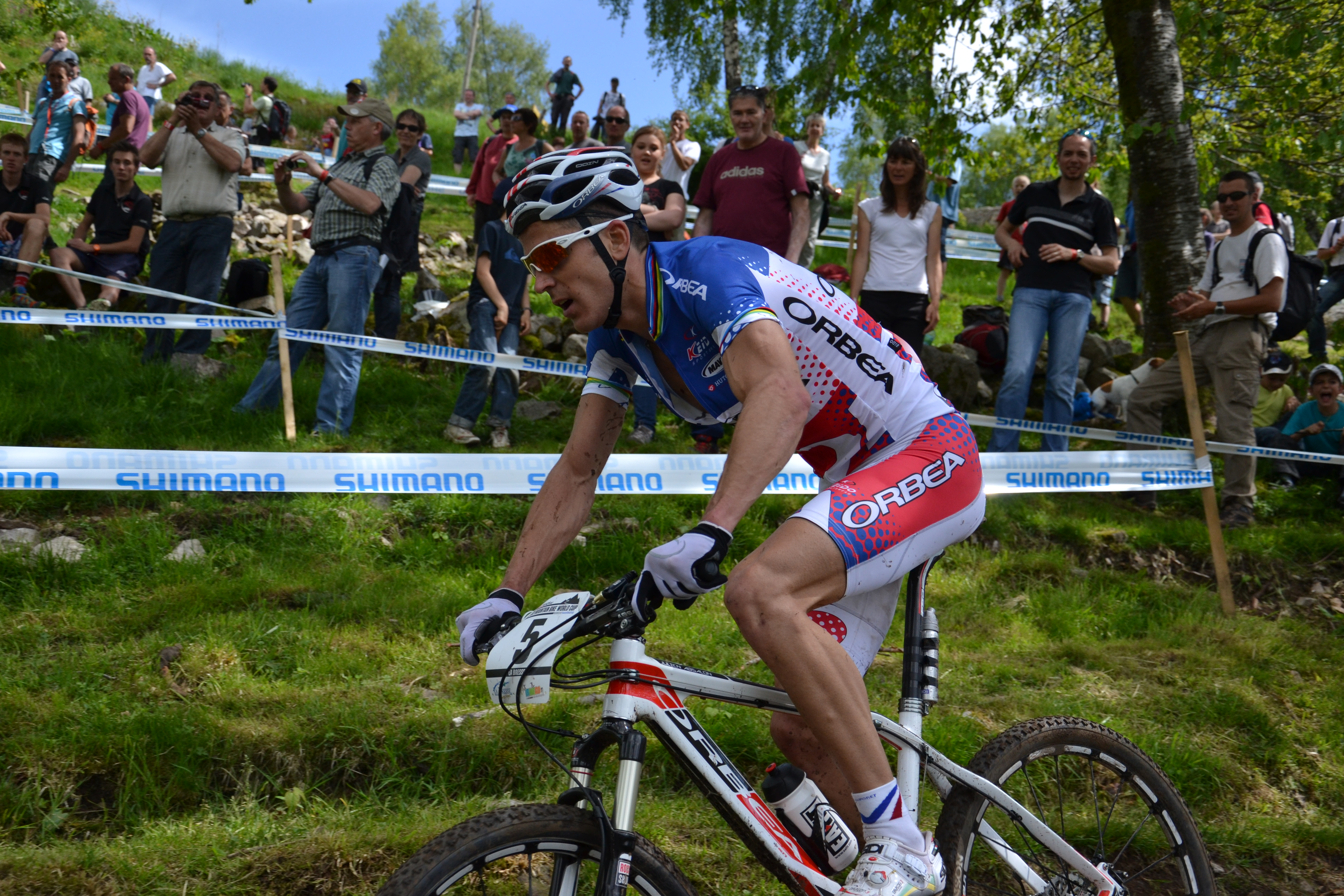
Julien Absalon – jeden z nejlepších XC závodníků.

Cross-country (XC) je nejrozšířenější disciplína horských kol. V roce 1990 se poprvé konalo mistrovství světa pořádané Mezinárodní cyklistickou unií UCI a od roku 1996 je závod cross-country na horských kolech mužů i žen zařazen na program letních olympijských her.

## Terén
Pro cross-country je typická jízda v poměrně těžkém terénu. Jezdí se převážně na nezpevněných lesních cestách a singletracích. Jezdci se musí vypořádat s kameny, kořeny, bahnem či vodními brody.

## Kolo a vybavení

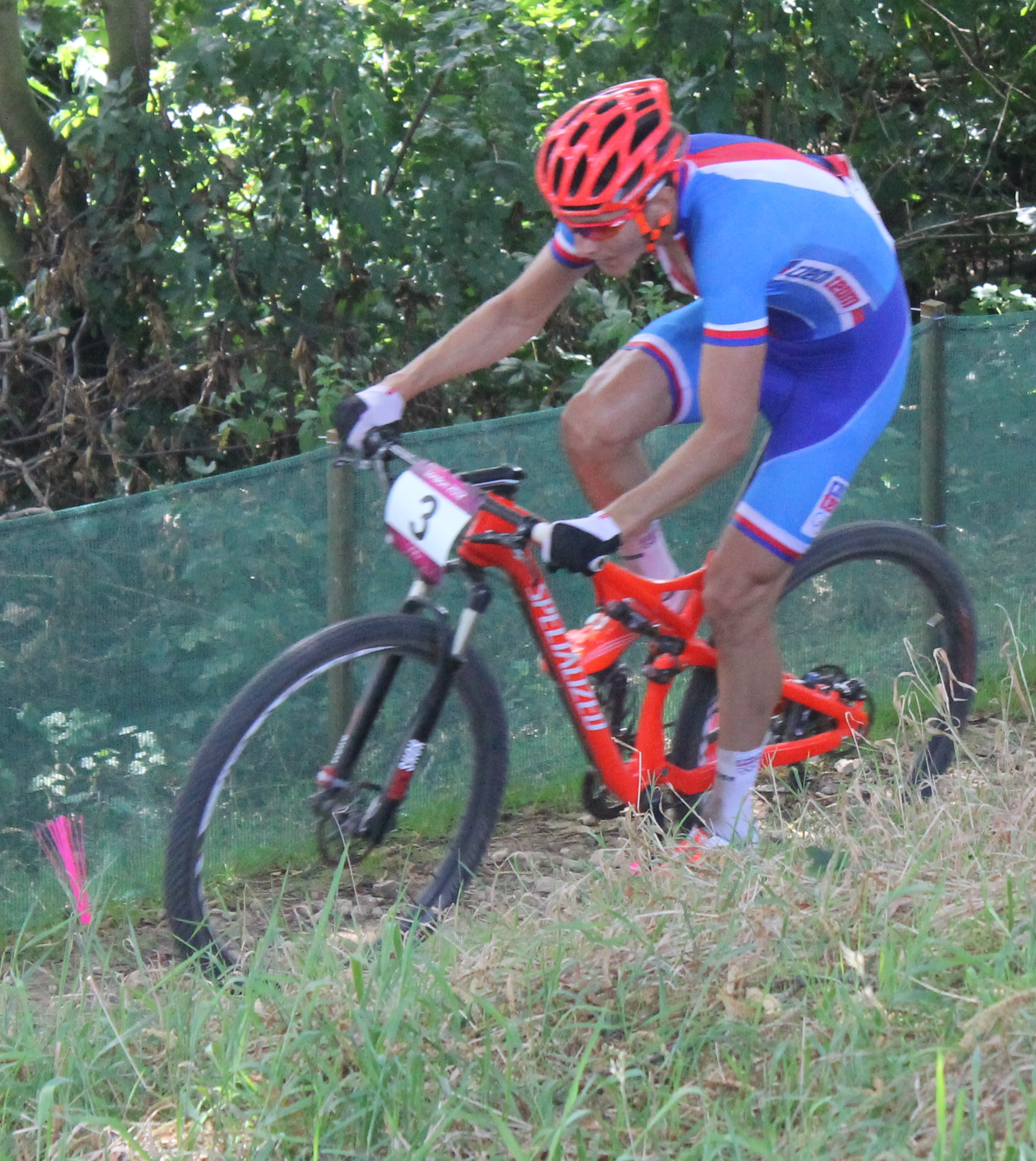
Jaroslav Kulhavý – Olympijský vítěz z roku 2012 a asi nejlepší český závodník v XC.

Jelikož je cross-country vcelku nebezpečná disciplína, musejí mít jezdci také patřičnou ochranu. Základem je cyklistická helma, ale i dres nebo rukavice dokáží při pádu alespoň trochu zamezit zranění. Někteří jezdci se nebrání ani chráničům na kolena nebo na lokty. Kola jsou většinou vybavena nášlapnými pedály, které vylučují sklouznutí nohy. Jezdci cross-country jsou mnohem náchylnější ke zranění než silniční cyklisté, avšak zranění obvykle nebývají tak závažná, neboť se nepadá při tak vysokých rychlostech a málokdy dochází k hromadným pádům.
Kola na cross-country patří k nejlehčím horským kolům. Ty nejlehčí mají pouhých 7–8 kg. Disponují odpruženou přední vidlicí a některá i zadním odpružením v podobě tlumiče. Geometrie rámu umisťuje jezdce do lehce vzpřímenější pozice než u silničního kola, ale mnohem méně než u sjezdového kola.

## Závody
Závody v XC se jezdí v přírodě, do níž jsou mnohdy zakomponovány umělé překážky. Dělí se na 3 disciplíny: Cross-country – Eliminator (XCE), Marathon (XCM) a nejznámější a nejprestižnější Olympic (XCO). Tradičními velmocemi jsou Švýcarsko a Francie. Mezi nejlepší závodníky patří např. Julien Absalon, Nino Schurter, José Antonio Hermida, Manuel Fumic, Florian Vogel, Marco Aurelio Fontana a Čech Jaroslav Kulhavý, držitel zlaté a stříbrné medaile z OH (2012, 2016) a mj. vítěz etapového závodu dvojic Cape Epic (2013, 2015). V České republice jsou také další kvalitní závodníci, např. Ondřej Cink, Kateřina Nash, Jan Škarnitzl a Jan Vastl. Vítězem závodu Cape Epic se stal také Kristián Hynek (2014).